# NGC 3246
NGC 3246 ist eine Balken-Spiralgalaxie vom Hubble-Typ SBdm im Sternbild Sextant. Sie ist schätzungsweise 90 Millionen Lichtjahre von der Milchstraße entfernt.
Das Objekt wurde am 9. April 1828 von John Herschel entdeckt.